# Parafia Podwyższenia Krzyża Świętego w Strzegowej
Parafia Podwyższenia Krzyża Świętego w Strzegowej – parafia rzymskokatolicka znajdująca się w diecezji sosnowieckiej, w dekanacie XII – św. Jana Chrzciciela w Pilicy. Od 2005 roku funkcję proboszcza pełni ks. Jacek Kawala.
Kościół parafialny z XV wieku jest świątynią jednonawową, z barokowym wyposażeniem.

## Zasięg parafii
Do parafii należą wierni z miejscowości: Kąpiołki, Podcisowa, Smoleń, Strzegowa, Złożeniec.